# Psilochorema acheir
Psilochorema acheir är en nattsländeart som beskrevs av Mcfarlane in Mcfarlane och Cowie 1981. Psilochorema acheir ingår i släktet Psilochorema och familjen Hydrobiosidae. Inga underarter finns listade i Catalogue of Life.